# Ел Индио (Тексас)
Ел Индио (енгл. El Indio) насељено је место без административног статуса у америчкој савезној држави Тексас.

## Демографија
По попису из 2010. године број становника је 190, што је 73 (-27,8%) становника мање него 2000. године.
| Група             | 2000.       | 2010.       |
| Белци             | 7 (2,7%)    | 14 (7,4%)   |
| Афроамериканци    | 0 (0,0%)    | 7 (3,7%)    |
| Азијати           | 0 (0,0%)    | 0 (0,0%)    |
| Хиспаноамериканци | 255 (97,0%) | 169 (88,9%) |
| Укупно            | 263         | 190         |